# Tot înainte (film)
Tot înainte este o peliculă de animație 3D care combină fantezia urbană cu poveștile clasice inspirate din mitologie. Este produsă de Pixar pentru Walt Disney Pictures. Filmul este regizat de Dan Scanlon, produs de Kori Rae și îi are ca protagoniști pe Tom Holland, Chris Pratt, Julia Louis-Dreyfus și Octavia Spencer.
Varianta autohtonă în limba română îi reunește în rolurile personajelor pe: Cătălin Botezatu, Vika Jigulina și Edward Maya. 

## Distribuție
- Tom Holland - Iandore Lightfoot
- Chris Pratt - Barley Lightfoot[4]
- Julia Louis-Dreyfus - mama lui Ian și Barley
- Octavia Spencer